# Friedrich Franceschini

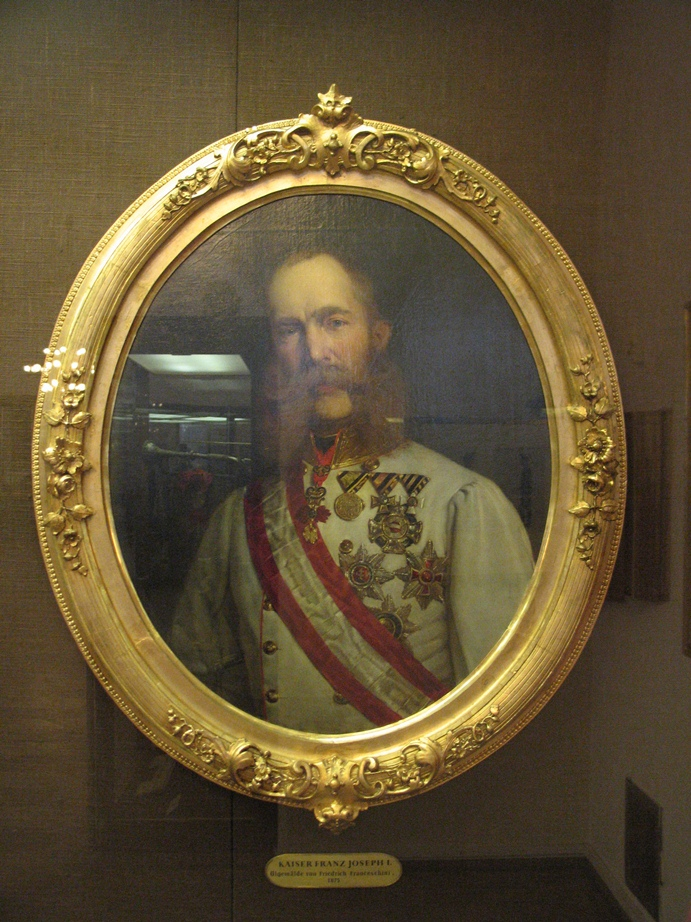
Porträt Kaiser Franz Joseph I., 1875.

Friedrich Franceschini (* 30. Juli 1845 in Wien; † 2. April 1906 ebenda) war ein österreichischer Offizier und Porträtmaler.

## Leben
Franceschini studierte dreieinhalb Jahre an der Akademie der bildenden Künste in Wien. In weiterer Folge wurde er an der Regimentskadettenschule zum Offizier ausgebildet. Am 6. Dezember 1860 wurde er als Kadett zum k.u.k.-Infanterie-Regiment Nr. 54 ausgemustert. Er machte seine Karriere als Truppenoffizier bei der k.u.k. Armee und wurde am 1. November 1896 zum Obersten im Infanterie-Regiment Nr. 72 befördert. Später wurde er Kommandant der 27. Infanterie-Brigade, am 1. November 1902 zum Generalmajor befördert, schließlich trat er am 1. Mai 1904 in den Ruhestand.
Als Künstler trat Franceschini nicht besonders nachhaltig in Erscheinung. Erhalten sind nur noch wenige Arbeiten von seiner Hand, u. a. ein Porträt des Kaisers Franz Joseph I., welches er im Alter von 30 Jahren malte und sich heute in der Dauerausstellung des Wiener Heeresgeschichtlichen Museums befindet.

## Werke (Auswahl)
- Porträt Kaiser Franz Joseph I. in Feldmarschalls-Galauniform (im Alter von 45 Jahren), 1875, Öl auf Leinwand, ca. 73 × 60 cm, Heeresgeschichtliches Museum, Wien.